# Dunja Fabjan
Dunja Fabjan, astrofizičarka, * 19. december 1979, Trst.

## Življenje in delo
Dunja Fabjan se je rodila v Trstu, oče Boris, profesor, mati Nataša (rojena Sosič), radijska urednica. Obiskovala je slovenske šole v Trstu in se je po maturi leta 1998 vpisala na Univerzo v Trstu, ki jo je zaključila leta 2003, nato je magistrirala iz astrofizike in vesoljske fizike oktobra leta 2006, doktorirala iz fizike marca leta 2010 z disertacijo: The eect of star formation and feedback on the X-ray properties of simulated galaxy clusters (Vpliv nastajanja zvezd in povratnih informacij na rentgenske lastnosti simuliranih galaktičnih kopic). Leta 2012 je dosegla še Master in Science Communication (Magisterij iz komuniciranja o znanosti) na Mednarodni šoli SISSA (International School for Advanced Studies SISSA-ISAS) v Trstu . Docentka astronomije in astrofizike na Fakulteti za matematiko in fiziko Univerze v Ljubljani je od leta 2011. 
Dunja Fabjan se ukvarja tudi s popularizacijo astrofizike , piše poljudne in znanstvene članke  (saj mnogo objavlja, največ po spletu  ), pripravlja dijake za mednarodna tekmovanja ter ustvarja podkast na temo odkrivanja vesolja . Je odlična znanstvena komunikatorka , ki je razpeta med Trstom  in Ljubljano, marsikdaj tudi poljudno predava o astrofiziki .
Fabjanova je ena od ustanoviteljic Zavoda Cosmolab, kjer si prizadeva za ustvarjanje novih in zanimivih astronomskih aktivnosti za šole, učitelje in širšo javnost. Skupaj s kolegico astrofizičarko Marušo Žerjal ustvarja in vodi podkast Temna stran Lune, prvi slovenski podkast z astronomsko vsebino .
Leta 2022 je Dunja Fabjan prejela priznanje DMFA - Društva matematikov, fizikov in astronomov Slovenije, "za kvalitetne priprave mladih astronomov na mednarodna tekmovanja in številne aktivnosti za popularizacijo astronomije" . Tudi leta 2024 se je Slovenska reprezentanca na mednarodni olimpijadi iz astronomije in astrofizike, ki je potekala med 17. in 27. avgustom v Braziliji, odlično oderezala , saj je postavila zgodovinski uspeh: dve zlati medalji, eno absolutno prvo mesto, dve srebrni in ena pohvala, ekipa je nastopala pod vodstvom doc. dr. Dunje Fabjan in Vida Kavčiča .
Dunja Fabjan je članica mnogih mednarodnih astronomskih in astrofizičnih organizacij .